# Ai sponge
ai_sponge, también conocido como «AI SpongeBob», fue un canal de parodia de la serie animada estadounidense Bob Esponja. El canal, que fue diseñado con la intención de funcionar indefinidamente como una transmisión en vivo, utilizó movimientos, voces e intercambios de diálogos de personajes generados artificialmente (IA) para funcionar, influenciados en parte por recomendaciones sin restricciones de un chat en línea. Como resultado, los diálogos extraños, especialmente aquellos que hacían referencia a temas sexuales, se volvieron comunes en el canal, lo que ameritó su prohibición en varias ocasiones por violar los términos de servicio de su plataforma de streaming. A 2025, el canal original figura como «no disponible» en Twitch y ha sido eliminado de YouTube.
Mientras estaba activo, el canal puso en tela de juicio qué tan cerca puede llegar la IA a su material original antes de ser considerado una infracción de derechos de autor, así como las implicaciones de usar IA para automatizar el entretenimiento, un problema que llevó a la huelga SAG-AFTRA de 2023.

## Historia
ai_sponge fue creado el 5 de marzo de 2023, como un canal de parodia de la serie animada estadounidense Bob Esponja. Según se informa, el formato del canal era similar a Nothing, Forever, una parodia de la comedia estadounidense de los años 1990 Seinfeld, que comenzó en diciembre de 2022 y utilizó inteligencia artificial (IA) para su ejecución. Transmitido en la plataforma Twitch, el canal recreó personajes y escenarios de la serie utilizando modelado 3D del videojuego de Bob Esponja de 2003 Battle for Bikini Bottom. Estos personajes y sus movimientos, voces e intercambios de diálogos fueron operados mediante IA. La IA se ejecutó utilizando programas no especificados, y el propietario del canal no se hizo público. Además, el propietario del canal no tenía control sobre en qué diálogo participaban los personajes, ya que el diálogo estaba influenciado por recomendaciones sin restricciones de un chat en línea en la aplicación de mensajería instantánea Discord. Esto llevó a que el canal, que de otro modo se publicitaba como PG-13, se volviera ampliamente conocido por sus diálogos extraños: con personajes discutiendo repetidamente situaciones sexuales, depresión, abuso de drogas, cleptomanía, comunismo y fraude fiscal. Esto provocó que el canal fuera eliminado brevemente dentro de las primeras 48 horas de su lanzamiento debido a una violación de los términos de servicio en Twitch.
El canal pronto volvió a funcionar, con el añadido de realizar transmisiones en vivo también en YouTube. A pesar del extraño diálogo, la popularidad del canal aumentó a medida que las conversaciones poco convencionales se publicaron en línea como memes en plataformas de redes sociales como Instagram, TikTok y Twitter. El canal también se creó en la época en que las versiones de música generadas por IA cantadas por personajes de Bob Esponja eran tendencia, lo que contribuyó aún más a su popularidad. Los clips de personajes que hablan sobre el Honda Civic del 2006 y que afirman que el 12 de agosto de 2036 sería la muerte térmica del universo se volvieron particularmente populares como memes. A pesar de haber sido diseñado con la intención de funcionar indefinidamente como una transmisión en vivo, el canal generalmente solo funcionaba cada dos días por la mañana durante entre dos y cinco horas, a veces se desconectaba durante unos minutos o producía un diálogo incomprensible y con fallos. A 2025, el canal original figura como «no disponible» en Twitch, y ha sido eliminado de YouTube por violar sus pautas comunitarias.

## Legalidad
Las preocupaciones sobre la legalidad surgieron casi inmediatamente después de que se inició el canal. Si bien las parodias están permitidas en Twitch, el uso de nombres exactos, voces exactas y modelos 3D precisos del sujeto parodiado en conjunto se consideró posiblemente demasiado cercano al original como para no ser una violación de los derechos de autor.  Las mismas razones se utilizaron como posible justificación para que la empresa que produce Bob Esponja, Nickelodeon, emitiera una notificación y retiro, aunque el canal nunca llegó a ser lo suficientemente grande como para justificarlo. Además de esto, las repetidas conversaciones sobre temas sexuales fueron suficientes para violar los términos de servicio de Twitch en múltiples ocasiones, que establecen que «el sexo telefónico, el sexo por chat o cualquier otra interacción con otra(s) persona(s) o chat para crear contenido sexual» no está permitido.

## Recepción
Las reacciones al canal fueron mixtas. En los días posteriores al lanzamiento, el canal tenía alrededor de 1300 seguidores en Twitch. A finales de mes, este número había aumentado a 26 000, con una audiencia activa de alrededor de 3500 personas en un momento dado de cada transmisión. Después de ser baneado de Twitch y mudarse a YouTube, el canal tenía un total de 221 000 suscriptores a principios de junio. En términos de críticas profesionales, Rhiannon Bevan, de la empresa de medios canadiense TheGamer, se refirió al canal como «quizás el uso más perturbador de IA hasta el momento», al referirse a sus repetidas conversaciones sobre temas sexuales. Christian Harrison, de la editorial de entretenimiento Dot Esports, comentó que el canal tenía potencial para mejorar en calidad y diálogo si continuaba operando y se volvía más popular, pero que era poco probable que «pudiera regresar en cualquier capacidad» después de recibir baneos. Madeline Carpou, del sitio web estadounidense The Mary Sue, se refirió al canal de una manera más positiva al decir que sus conversaciones poco convencionales «recuerdan el tipo de cosas que queríamos que fuera la IA: solo diversión y nada más».
El uso de canales como «ai_sponge» para crear entretenimiento artificialmente tiene el potencial de automatizar el trabajo de los actores de voz y desarrolladores de juegos, poniendo en riesgo sus empleos y provocando cierres de empresas. Este problema fue uno de los factores que contribuyeron a la huelga SAG-AFTRA de 2023, que ocurrió mientras el canal estaba activo.